# Ljusdals distrikt
Ljusdals distrikt är ett distrikt i Ljusdals kommun och Gävleborgs län. Distriktet ligger omkring Ljusdal i norra Hälsingland. 

## Tidigare administrativ tillhörighet
Distriktet inrättades 2016 och utgörs av det område som Ljusdals köping omfattade före 1971 och vari Ljusdals socken införlivats 1963.
Området motsvarar den omfattning Ljusdals församling hade 1999/2000.

## Tätorter och småorter
I Ljusdals distrikt finns fyra tätorter och fyra småorter.

### Tätorter
- Hybo
- Lillhaga
- Ljusdal
- Tallåsen

### Småorter
- Heden och Grophamre
- Hennan
- Skansen
- Storhaga